# Ismaël Béko Fofana
Ismaël Béko Fofana (Abidjan, 8 settembre 1988) è un calciatore ivoriano, attaccante svincolato.

## Carriera

### Club
Cominciò la carriera con l'Académie de Sol Beni, squadra riserve dell'ASEC Mimosas, formazione in cui fu promosso nel 2006. A gennaio 2007, passò agli inglesi del Charlton. Per ragioni dovute al permesso di lavoro, fu però prestato ai norvegesi del Fredrikstad. Debuttò nella Tippeligaen il 9 aprile 2007, schierato titolare nella sconfitta per 3-0 contro il Lillestrøm. Il 17 giugno segnò la prima rete, nel 3-0 inflitto allo Start.
Una volta terminato il prestito, il Charlton decise di cederlo con la stessa formula ai francesi dello Cherbourg e del Saint-Lô. Passò poi al Séwé Sports. Si è poi trasferito allo Širak, squadra della massima serie armena, con cui il 2 luglio 2013 ha segnato una tripletta nella partita vinta per 3-0 contro il Tre Penne, valida per il primo turno preliminare di Champions League.

### Nazionale
Ha giocato nella nazionale ivoriana Under-17.

## Palmarès

### Club

#### Competizioni nazionali
- Campionato ivoriano: 1

ASEC Mimosas: 2006
- Coppa della Costa d'Avorio: 1

ASEC Mimosas: 2007
- Campionato serbo: 1

Partizan: 2014-2015